# Sent Martin de Sacièrjas
Sacierges-Saint-Martin és un municipi francès, situat al departament de l'Indre i a la regió de Centre – Vall del Loira. L'any 2007 tenia 329 habitants.

## Demografia

### Població
El 2007 la població de fet de Sacierges-Saint-Martin era de 329 persones. Hi havia 148 famílies, de les quals 42 eren unipersonals (21 homes vivint sols i 21 dones vivint soles), 51 parelles sense fills, 42 parelles amb fills i 13 famílies monoparentals amb fills.
La població ha evolucionat segons el següent gràfic:
Habitants censats

### Habitatges
El 2007 hi havia 277 habitatges, 154 eren l'habitatge principal de la família, 82 eren segones residències i 41 estaven desocupats. 276 eren cases i 1 era un apartament. Dels 154 habitatges principals, 137 estaven ocupats pels seus propietaris, 16 estaven llogats i ocupats pels llogaters i 1 estava cedit a títol gratuït; 8 tenien dues cambres, 27 en tenien tres, 49 en tenien quatre i 70 en tenien cinc o més. 128 habitatges disposaven pel capbaix d'una plaça de pàrquing. A 61 habitatges hi havia un automòbil i a 71 n'hi havia dos o més.

### Piràmide de població
La piràmide de població per edats i sexe el 2009 era:
| Homes | Edats   | Dones |
| ----- | ------- | ----- |
| 0     | 95 o +  | 0     |
| 0     | 90 a 94 | 0     |
| 4     | 85 a 89 | 4     |
| 0     | 80 a 84 | 4     |
| 20    | 75 a 79 | 0     |
| 20    | 70 a 74 | 24    |
| 12    | 65 a 69 | 16    |
| 12    | 60 a 64 | 8     |
| 4     | 55 a 59 | 12    |
| 8     | 50 a 54 | 20    |
| 20    | 45 a 49 | 12    |
| 8     | 40 a 44 | 20    |
| 4     | 35 a 39 | 0     |
| 12    | 30 a 34 | 0     |
| 4     | 25 a 29 | 4     |
| 24    | 20 a 24 | 8     |
| 20    | 15 a 19 | 4     |
| 0     | 10 a 14 | 0     |
| 8     | 5 a 9   | 4     |
| 0     | 0 a 4   | 0     |

## Economia
El 2007 la població en edat de treballar era de 195 persones, 122 eren actives i 73 eren inactives. De les 122 persones actives 111 estaven ocupades (65 homes i 46 dones) i 9 estaven aturades (4 homes i 5 dones). De les 73 persones inactives 44 estaven jubilades, 7 estaven estudiant i 22 estaven classificades com a «altres inactius».

### Ingressos
El 2009 a Sacierges-Saint-Martin hi havia 145 unitats fiscals que integraven 300 persones, la mediana anual d'ingressos fiscals per persona era de 16.391 €.

### Activitats econòmiques
Dels 8 establiments que hi havia el 2007, 1 era d'una empresa de fabricació d'altres productes industrials, 2 d'empreses de construcció, 3 d'empreses de comerç i reparació d'automòbils, 1 d'una empresa d'hostatgeria i restauració i 1 d'una empresa de serveis.
Dels 2 establiments de servei als particulars que hi havia el 2009, 1 era un electricista i 1 restaurant.
L'any 2000 a Sacierges-Saint-Martin hi havia 28 explotacions agrícoles que ocupaven un total de 1.350 hectàrees.

## Poblacions més properes
El següent diagrama mostra les poblacions més properes.